# 러시아 야구 국가대표팀
러시아 야구 국가 대표팀은 국제 경기에 러시아를 대표하여 참가하는 야구 국가대표팀이다.

## 역대 국제 대회 성적

### 야구 월드컵
- 1998 - 16위
- 2001 - 13위
- 2003 - 14위

### 유럽 야구 선수권 대회
- 1991 - 6위
- 1993 - 8위
- 1995 - 8위
- 1997 - 4위
- 1999 - 4위
- 2001 - 2위
- 2003 - 8위
- 2005 - 11위
- 2007 - 10위
- 2012 - 12위
- 2016 - 12위